# Dorfkirche Gandenitz

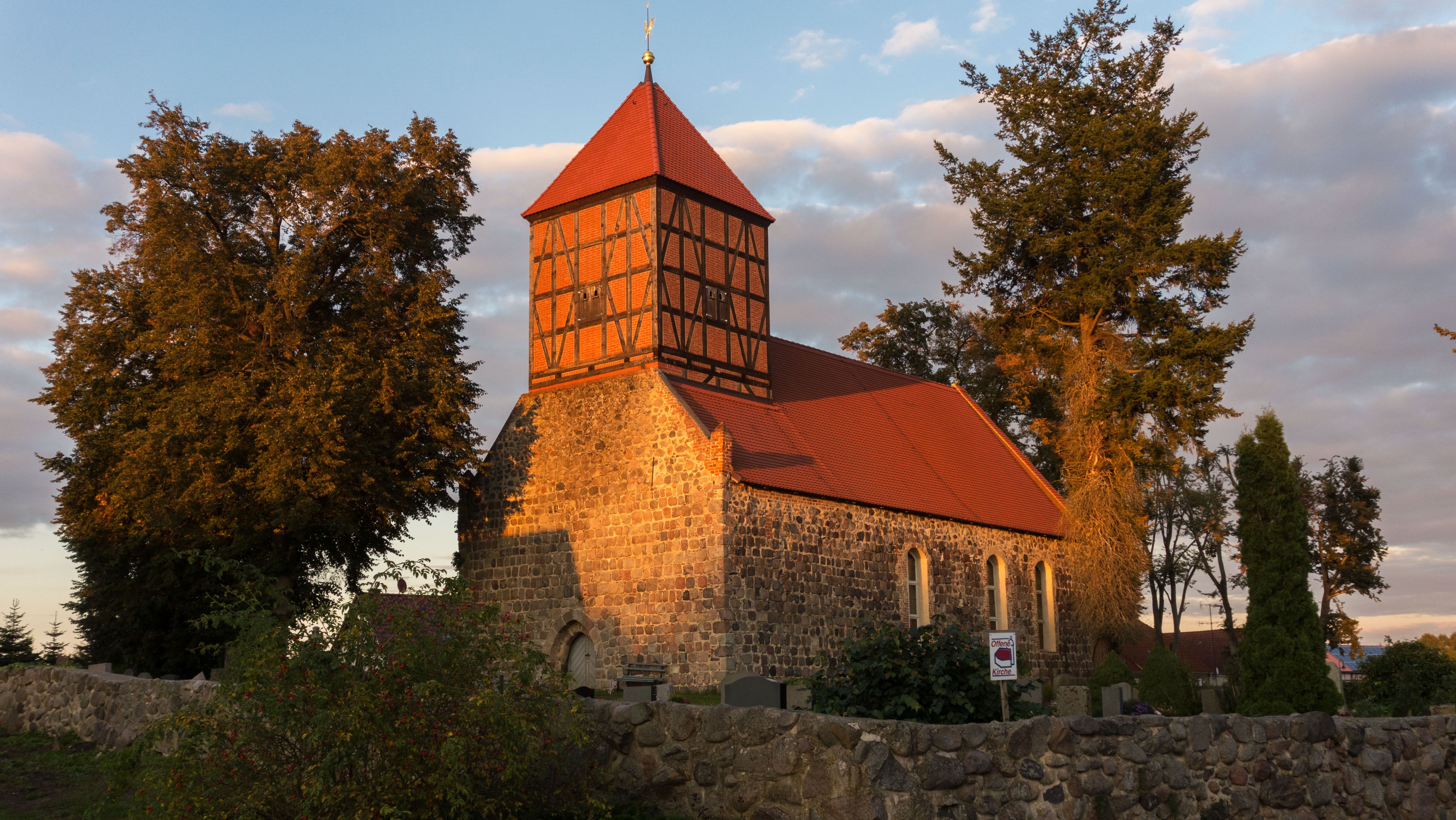
Gandenitz, Feldsteinkirche St. Peter und Paul

Die evangelische Dorfkirche Gandenitz im Templiner Ortsteil Gandenitz im brandenburgischen Landkreis Uckermark gehört zum Evangelischen Kirchenkreis Oberes Havelland. Der den Aposteln Petrus und Paulus gewidmete, im 13. Jahrhundert aus Feldsteinen  errichtete Bau hat die Form eines schlichten, rechteckigen Saales mit flacher Balkendecke. Das Satteldach besitzt noch Teile des spätgotischen Dachstuhls. Der im Westen aus dem Dach erwachsende Turm aus Fachwerk wurde im 18. Jahrhundert zugefügt oder erneuert. Die Langhausfenster sind offensichtlich neuzeitlich vergrößert, das mittlere Chorfenster ist vermauert. Die Westwand ist nur durch ein niedriges, einfach gestuftes Spitzbogenportal unterbrochen; der heutige Zugang führt durch einen Vorbau auf der Nordseite. 

## Ausstattung

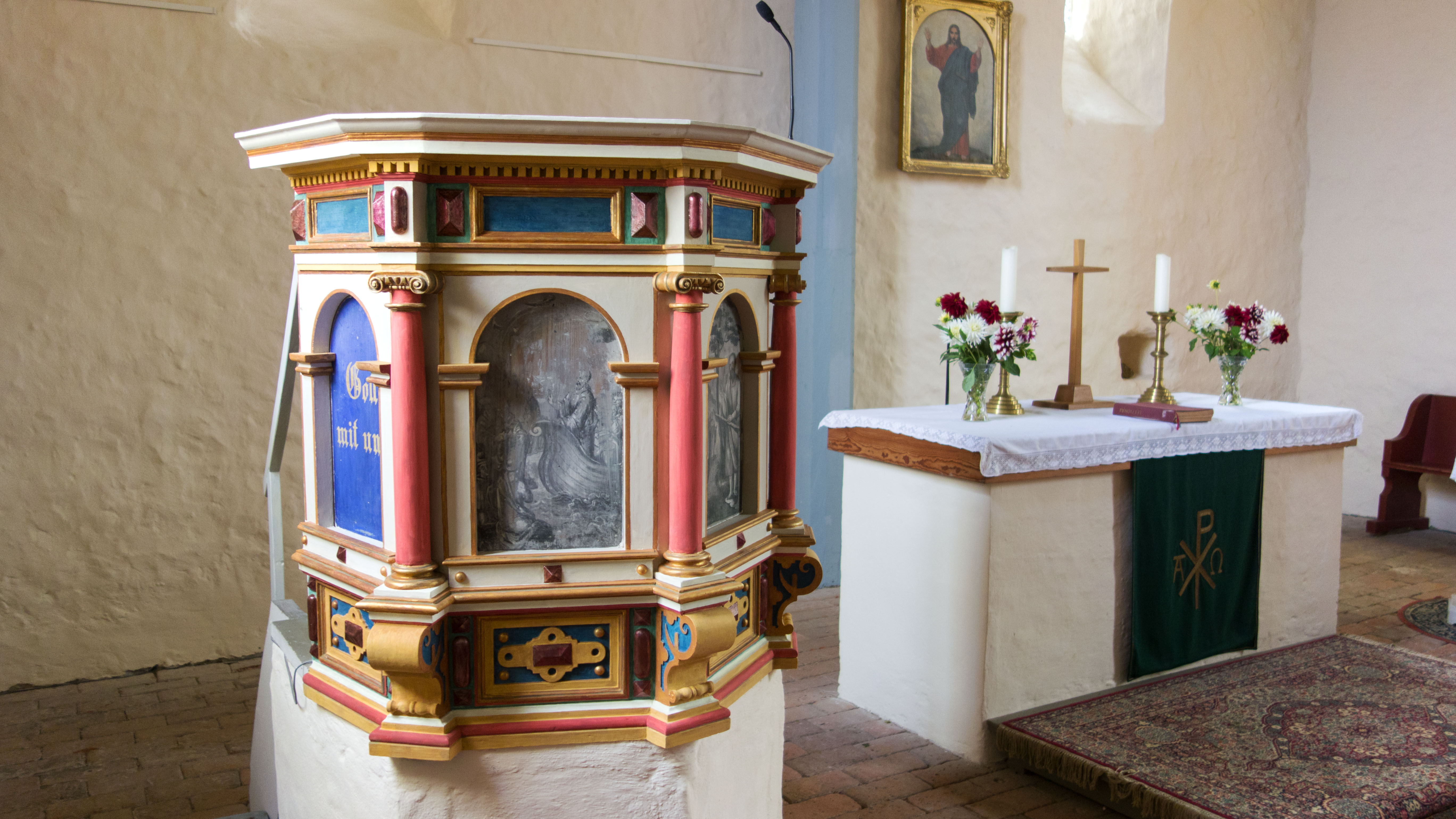
Kanzel, frühes 17. Jahrhundert

An älterer Ausstattung sind erhalten:
- Ein hölzerner Kanzelkorb aus dem frühen 17. Jahrhundert, mit Beschlagwerkdekor. Seine drei mit Grisaillen bemalten Bogenfelder stellen dar: Johannes der Täufer (?), Jesus predigt vom Boot aus (Lk 5,1 EU) und der wunderbare Fischzug der Apostel (Lk 5,6 EU) Die farbige Fassung wurde 2013 rekonstruiert.
- ein achteckiges Taufmöbel mit Beckenrahmung wohl noch aus dem 16. Jahrhundert,
- das Ölbild von 1873 eines unbekannten Malers zeigt den segnenden Christus,
- die Glasmalerei auf einer kleinen Rundscheibe im Nordfenster stiftete ein Jürgen Kroge 1653, das Pendant dazu südlich des Altars ist von 2001,
- die Turmglocke wurde 1567 in Stettin gegossen und
- die Orgel mit vier Registern auf einem Manual und Pedal baute 1887 die Firma Albert Kienscherf in Eberswalde.[1]